# 佳能 EF 24-85mm 鏡頭
佳能 EF 24-85mm 鏡頭是一系列由佳能公司生產的標準變焦鏡頭，一共有下列幾種型號，屬於佳能EF接環鏡頭。
- Canon EF 24-85mm f/3.5-4.5

當24-85mm鏡頭用於佳能數碼EOS系列的APS-C幅面機身（如佳能 EOS 550D）時，24-85mm的視角會變窄，其等效於全幅機身上的38.4-136mm視角（乘以系數1.6）。當用於APS-H幅面機身（如佳能 EOS-1D Mark IV）時，其等效於全幅機身的31.2-110.5mm視角（乘以系數1.3）。